# Динамо (Дрезден)
«Дина́мо» (нім. «Dynamo Dresden») — німецький футбольний клуб з Дрездена. Заснований 12 квітня 1950 року.

## Історія
У 1950 році найпопулярніший дрезденський клуб — «Фрідріхштадт» програв у вирішальному матчі Оберліги НДР своєму прямому конкуренту за чемпіонство — команді «Горх» (Цвікау), залишившись у підсумку на другому місці в таблиці. Фанати дрезденського клубу визнали цю поразку наслідком інтриг, організувавши вуличні заворушення та погроми. У результаті подальших розглядів футбольних властей НДР клуб був розформований. Залишки клубу були об'єднані з командою «Табак» (Дрезден) в квітні 1950 року, частина гравців емігрувала у ФРН.

### Заснування
«Sportvereinigung Deutsche Volkspolizei Dresden» була створена після війни в жовтні 1948 року як ідеологічно безпечна заміна «Фрідріхштадту». У липні 1950 року 17 найкращих гравців з 11 інших поліцейських клубів, більшість з них з клубу «Міктен», були переведені в «SV DVP Dresden», щоб створити конкурентоспроможну команду, яка носила зелені та білі кольори Саксонії. Новий клуб незабаром став мати певний успіх — відкрив новий стадіон, виграв Кубок НДР з футболу в 1952 році і відправив своїх перших представників до національної збірної.
Клуб був офіційно представлений як «Динамо» (Дрезден) 12 квітня 1953 року в кінотеатрі «Schauburg» і змінив свої кольори на бордовий і білий. Команда стала частиною спортивного товариства «Динамо», одного з декількох спортивних клубів, побудованих за радянським зразком у політичних та ідеологічних цілях розвитку спорту. Кожне з цих товариств було пов'язане або ототожнювалося з певним сектором національної економіки або уряду: у випадку з «Динамо» це були органи державної безпеки та поліції, в тому числі Штазі. У тому ж році Динамо вперше стало чемпіоном НДР.
Еріх Мільке, глава Штазі, був засмучений тим, що Дрезден був представлений у вищій національній лізі кількома хорошими командами (крім Динамо це ще «Ротацьйон Дрезден»), у той час як у його рідному Берліні не було жодної сильної команди. Наприкінці 1954 року, клуб «Динамо» (Дрезден) був переведений до столиці, щоб стати вже берлінським «Динамо». Резервісти і молоді гравці, які залишились, опинилися в другому дивізіоні, звідки відразу вилетіли в третій. Однак в 1958 році клуб повертається в другу лігу, а в сезоні 1961/62 повертається до вищої ліги чемпіонату НДР.
З грудня 1965 по січень 1966 роки, 11 східнонімецьких клубів, включаючи дрезденське «Динамо», були виведені зі своїх спортивних клубів, які будуть призначені як «Fußballclubs» — чисто футбольні клуби, куди будуть переведені найталановитіші гравці з метою підготовки їх для національної збірної. У 1968 році «Динамо» змінив кольори команди на чорні та жовті, кольори Дрездена, в яких вона і грає досі. У 1970-ті роки Динамо стало одним з найкращих клубів НДР, вигравши п'ять чемпіонатів і два кубки НДР за 8 років — з 1971 по 1978 роки — під керівництвом тренера Вальтера Фрітча. За цей час «Динамо» стало найпопулярнішим клубом країни, регулярно збираючи на домашніх іграх близько 25000 глядачів, тоді як більшість клубів не збирали і третини від цього числа.

### Об'єднання Німеччини
Після німецького возз'єднання в 1990 році клуб був перейменований в «1. FC Dynamo Dresden». Після подальшого злиття чемпіонатів, Динамо грало протягом чотирьох років у Першій бундеслізі, завжди залишаючись в нижній половині таблиці. Останнє місце в сезоні 1994/95 призвело до вильоту, в поєднанні з фінансовими проблемами, які призвели до ув'язнення президента клубу за шахрайство. Клуб був позбавлений ліцензії та знизився до Регіоналліги Північний схід. «Динамо» продовжило падіння, вилетівши через скорочення Регіоналліги в Оберлігу, але змогло піднятися до Другої бундесліги в 2004 році, незважаючи на фінансові проблеми. Клуб зіграв там протягом двох сезонів, але вилетів у Регіоналлігу в 2006 році. Влітку 2007 році клуб знову прийняв свою стару назву «SG Dynamo Dresden». У 2008 році «Динамо» отримало право грати у щойно утвореній Третій Лізі. У сезоні 2010/11 дрезденці зайняли в ній 3 місце і отримали право поборотися в перехідних матчах за вихід у Другу Бундеслігу з «Оснабрюком». У домашньому матчі була зафіксована нічия — 1:1, а у відповідному Динамо вирвало в додатковий час путівку на підвищення — 3:1 (1:1 в основний час).

## Досягнення
Оберліга НДР:
- Чемпіон (8): 1952/53, 1970/71, 1972/73, 1975/76, 1976/77, 1977/78, 1988/89, 1989/90

Кубок НДР:
- Володар (7): 1952, 1971, 1976/77, 1981/82, 1983/84, 1984/85, 1989/90

Кубок УЄФА:
- Півфіналіст (1): 1988/89
- Чвертьфіналіст (2): 1972/73, 1975/76

## Виступи в єврокубках
| Сезон   | Змагання                     | Раунд | Країна                                         | Клуб              | Результат                 |
| ------- | ---------------------------- | ----- | ---------------------------------------------- | ----------------- | ------------------------- |
| 1967—68 | Кубок ярмарків               | 1Р    | Шотландія                                      | Рейнджерс         | 1–1, 1–2                  |
| 1970—71 | Кубок ярмарків               | 1Р    | Соціалістична Федеративна Республіка Югославія | Партизан          | 0–0, 6–0                  |
| 1970—71 | Кубок ярмарків               | 2Р    | Англія                                         | Лідс Юнайтед      | 0–1, 2–1                  |
| 1971–72 | Кубок Європейських чемпіонів | 1Р    | Нідерланди                                     | Аякс              | 0–2, 0–0                  |
| 1972–73 | Кубок УЄФА                   | 1Р    | Австрія                                        | Лінц              | 2–0, 2–2                  |
| 1972–73 | Кубок УЄФА                   | 2Р    | Польща                                         | Рух Хожув         | 1–0, 3–0                  |
| 1972–73 | Кубок УЄФА                   | 1/8   | Португалія                                     | Порту             | 2–1, 1–0                  |
| 1972–73 | Кубок УЄФА                   | 1/4   | Англія                                         | Ліверпуль         | 0–2, 0–1                  |
| 1973–74 | Кубок Європейських чемпіонів | 1Р    | Італія                                         | Ювентус           | 2–0, 2–3                  |
| 1973–74 | Кубок Європейських чемпіонів | 1/8   | Німеччина                                      | Баварія Мюнхен    | 3–4, 3–3                  |
| 1974–75 | Кубок УЄФА                   | 1Р    | Данія                                          | Раннерс           | 1–1, 0–0                  |
| 1974–75 | Кубок УЄФА                   | 2Р    | СРСР                                           | Динамо Москва     | 1–0, 0–1 (4–3 п)          |
| 1974–75 | Кубок УЄФА                   | 1/8   | Німеччина                                      | Гамбург           | 1–4, 2–2                  |
| 1975–76 | Кубок УЄФА                   | 1Р    | Румунія                                        | Тиргу-Муреш       | 2–2, 4–1                  |
| 1975–76 | Кубок УЄФА                   | 2Р    | Угорщина                                       | Будапешт Гонвед   | 2–2, 3–0                  |
| 1975–76 | Кубок УЄФА                   | 1/8   | СРСР                                           | Торпедо Москва    | 3–0, 1–1                  |
| 1975–76 | Кубок УЄФА                   | 1/4   | Англія                                         | Ліверпуль         | 0–0, 1–2                  |
| 1976–77 | Кубок Європейських чемпіонів | 1Р    | Португалія                                     | Бенфіка           | 2–0, 0–0                  |
| 1976–77 | Кубок Європейських чемпіонів | 1/8   | Угорщина                                       | Ференцварош       | 0–1, 4–0                  |
| 1976–77 | Кубок Європейських чемпіонів | 1/4   | Швейцарія                                      | Цюрих             | 1–2, 3–2                  |
| 1977–78 | Кубок Європейських чемпіонів | 1Р    | Швеція                                         | Гальмстад         | 2–0, 1–2                  |
| 1977–78 | Кубок Європейських чемпіонів | 1/8   | Англія                                         | Ліверпуль         | 1–5, 2–1                  |
| 1978–79 | Кубок Європейських чемпіонів | 1Р    | Соціалістична Федеративна Республіка Югославія | Партизан          | 0–2, 2–0 (5–4 п)          |
| 1978–79 | Кубок Європейських чемпіонів | 1/8   | Ірландія                                       | Богеміан          | 0–0, 6–0                  |
| 1978–79 | Кубок Європейських чемпіонів | 1/4   | Австрія                                        | Аустрія Відень    | 1–3, 1–0                  |
| 1979–80 | Кубок УЄФА                   | 1Р    | Іспанія                                        | Атлетіко          | 2–1, 3–0                  |
| 1979–80 | Кубок УЄФА                   | 2Р    | Німеччина                                      | Штутгарт          | 1–1, 0–0                  |
| 1980–81 | Кубок УЄФА                   | 1Р    | Соціалістична Федеративна Республіка Югославія | Напредак          | 1–0, 1–0                  |
| 1980–81 | Кубок УЄФА                   | 2Р    | Нідерланди                                     | Твенте            | 1–1, 0–0                  |
| 1980–81 | Кубок УЄФА                   | 1/8   | Бельгія                                        | Стандард Льєж     | 1–1, 1–4                  |
| 1981–82 | Кубок УЄФА                   | 1Р    | СРСР                                           | Зеніт Ленінград   | 2–1, 4–1                  |
| 1981–82 | Кубок УЄФА                   | 2Р    | Нідерланди                                     | Феєнорд           | 1–2, 1–1                  |
| 1982–83 | Кубок володарів кубків       | 1Р    | Данія                                          | Болдклуббен 1893  | 3–2, 1–2                  |
| 1984–85 | Кубок володарів кубків       | 1Р    | Швеція                                         | Мальме            | 0–2, 4–1                  |
| 1984–85 | Кубок володарів кубків       | 1/8   | Франція                                        | Мец               | 3–1, 0–0                  |
| 1984–85 | Кубок володарів кубків       | 1/4   | Австрія                                        | Рапід Відень      | 3–0, 0–5                  |
| 1985–86 | Кубок володарів кубків       | 1Р    | Бельгія                                        | Серкль Брюгге     | 2–3, 2–1                  |
| 1985–86 | Кубок володарів кубків       | 1/8   | Фінляндія                                      | ГІК               | 0–1, 7–2                  |
| 1985–86 | Кубок володарів кубків       | 1/4   | Німеччина                                      | Юрдінген 05       | 2–0, 3–7                  |
| 1987–88 | Кубок УЄФА                   | 1Р    | СРСР                                           | Спартак Москва    | 0–3, 1–0                  |
| 1988–89 | Кубок УЄФА                   | 1Р    | Шотландія                                      | Абердин           | 0–0, 2–0                  |
| 1988–89 | Кубок УЄФА                   | 2Р    | Бельгія                                        | Варегем           | 4–1, 1–2                  |
| 1988–89 | Кубок УЄФА                   | 1/8   | Італія                                         | Рома              | 2–0, 2–0                  |
| 1988–89 | Кубок УЄФА                   | 1/4   | Румунія                                        | Вікторія Бухарест | 1–1, 4–0                  |
| 1988–89 | Кубок УЄФА                   | 1/2   | Німеччина                                      | Штутгарт          | 0–1, 1–1                  |
| 1989–90 | Кубок Європейських чемпіонів | 1Р    | Греція                                         | АЕК               | 1–0, 3–5                  |
| 1990–91 | Кубок Європейських чемпіонів | 1Р    | Люксембург                                     | Уніон Люксембург  | 3–1, 3–0                  |
| 1990–91 | Кубок Європейських чемпіонів | 1/8   | Швеція                                         | Мальме            | 1–1, 1–1 (5–4 п)          |
| 1990–91 | Кубок Європейських чемпіонів | 1/4   | Соціалістична Федеративна Республіка Югославія | Црвена Звезда     | 0–3, 0–3 (матч скасовано) |